# Warempage
Warempage is een dorp in de Belgische provincie Luxemburg. Het ligt op acht kilometer van de hoofdgemeente en toeristische plaats La Roche-en-Ardenne, een kleine dertig kilometer van Bastenaken en op wandelafstand van het stuwmeer van Nisramont.
Deelgemeenten: Beausaint · Halleux · Hives · La Roche-en-Ardenne · Ortho · Samrée

Overige dorpen en gehucht: Bérismenil · Buisson · Cielle · Floumont · Herlinval · Hubermont · Lavaux · Maboge · Mierchamps · Mousny · Nisramont · Ronchampays · Ronchamps · Roupage · Thimont · Vecmont · Warempage

Belgische gemeenten · Arrondissement Marche-en-Famenne · Luxemburg · Wallonië